# Rootsiküla (Kihnu)
Rootsiküla – wieś w Estonii, w prowincji Parnawa, w gminie Kihnu.